# Lope de Rueda
Lope de Rueda (1505<1510, Sevilla - 1565, Còrdova) va ser un dels primers actors professionals d'Espanya. A més, va ser un dramaturg de molt d'èxit i impulsor del segle d'or espanyol. Els seus entremesos i farses figuren com a referent en dramaturgs posteriors.

## Vida
No coneixem gaires dades sobre la seva vida. Es casà dues vegades: primer amb una ballarina anomenada Mariana, que treballà al servei del Duc de Medinaceli, després amb la valenciana Àngela Rafaela Trilles, amb qui tingué una filla.
A principi treballà com a batifuller (artífex que treballa els metalls a cops de martell reduint-los a fulls o planxes molt primes), però més tard es consagrà íntegrament al teatre. No fou només dramaturg, sinó també actor i director, entre 1540 i 1565, quan morí a Còrdova. Segons Diago (1990, 46-47):
- Entre 1542 i 1543 participà en el Corpus Christi de Sevilla.
- El 1551 era a Valladolid per a celebrar la rebuda del príncep Felip de tornada de Flandes.
- Entre 1546 i 1551 estigué al servei de Pedro de Montiel, filador de seda i company de Rueda.
- El 1554 s'estigué a casa del comte de Benavent per a organitzar un comiat a Felip II, que se n'anava a l'Anglaterra.
- El 1558 representà una comèdia a la catedral de Segòvia i es planteja de construir un teatre permanent a Valladolid.
- El 1559 participà de nou al Corpus de Sevilla amb dues obres, de las quals l'Auto de Navalcarmelo meresqué el premi del municipi.
- El 1560 romangué un temps indefinit a València. Hi contragué matrimoni en segones núpcies amb Àngela Rafaela i hi conegué el seu editor, Joan Timoneda.
- El 1561 passà per Madrid i Toledo i actuà davant la reina.
- El 1563 participà en el Corpus de Toledo, ciutat on batejà la seva filla.
- El 1565 redactà el testament a Còrdova, pel qual sabem que Juan de Figueroa, cosí i editor de Diego Sánchez de Badajoz, li devia diners, atès que s'havia representat una farsa de Rueda a la casa de Juan de Figueroa durant dotze dies.

No se sap amb certesa si tingué una companyia veritable. Alguns crítics afirmen que la companyia es reduïa al mateix Rueda i la seva dona Mariana, als quals es va unir Pedro de Montiel el 1554 (Diago 1990, 48-49); encara que això fos cert, és probable que reclutessin els actors en el mateix lloc de la representació.

## Obra
Lope de Rueda s'enquadra en les pràctiques escèniques castellanes del segle xvi anomenades «populistes», tot i que en el seu teatre hi conflueixen factors diversos (Diago 1990, 41). El seu teatre tenia influència italiana i bevia de la tradició castellana. Parteix del drama religiós amb trames basades en vides de sants i en la Bíblia amb episodis còmics barrejats amb una acció seriosa i personatges tipus perfectament establerts. Segons Diago, «aquesta serà l'escola d'aprenentatge per als nostres primers actors-autors. Els artífexs seran al començament preferentment cortesans vinculats a alguns gremis, que s'encarregaven de les representacions de Corpus, que de mica en mica es van anar professionalitzant. Aquestes representacions van anar generant un públic nou, no específicament cortesà, i van determinar la laïcització progressiva del drama religiós» (Diago 1990, 56). Joan Timoneda va publicar pòstumament, el 1957, les obres de Lope de Rueda, amb alguns retocs en els texts.
Lope de Rueda no és considerat un intel·lectual, sinó més aviat un home de teatre; així, no s'interessa pel teatre grecollatí i s'acosta al teatre italià, que era el que estava de moda aleshores. Sobre les fonts, Listerman (1980) indica que l'argument d'Eufemia prové del novè conte del segon dia del Decameró, que Armelina està basada en Il servigiale de Juan Giancarli, mentre que Los engañados correspondrien al model de Gl'ingannati. Tanmateix, s'ha deixat constància fonamentalment de la influència de la Commedia dell'arte. A més a més, Rueda va afegir com a font d'inspiració l'observació de la realitat quotidiana, d'on prengué tipus i costums. Tingué, a més, una gran sensibilitat lingüística per detectar la parla del carrer, que plasmà a les seves obres, des d'errors a frases fetes, etc.
Com a professional de l'escena, Lope de rueda actuà amb la companyia davant de nombrosos públics: classe mitjana urbana (comèdies i festes de Corpus), estaments eclesiàstics (davant l'arquebisbe de València), per a la burgesia i noblesa urbana (representacions particulars en les seves cases) i per a la monarquia (davant la reina Isabel de Valois). Des de finals del segle xvi, la generació de la Comedia Nueva, en el procés de construcció d'una trajectòria teatral i d'una estètica pròpia, difongué la imatge de Lope de Rueda com a iniciador gairebé en exclusiva de la tradició teatral autòctona: autors com Miguel de Cervantes o Lope de Vega, per exemple, el presentaren com el veritable fundador del teatre espanyol.

## Producció dramàtica
Es conserven les obres següents de Lope de Rueda (Pedraza/Rodríguez 1980):
- Cinc comèdies, la darrera de les quals és en vers. Són Eufemia, Armelina, Los engañados, Medora i Discordia y cuestión de amor.
- Dos col·loquis pastorils en prosa (Camila i Tymbria) i un en verso (Prendas de amor). Recentment s'ha trobat un altre col·loqui pastoril anomenat Gila, que ja havia estat citat per Cervantes i Lope de Vega, en parador desconegut fins aleshores (Canet 2006).
- Diálogo de la invención de las calzas, en vers.
- Dues peces del Códice de autos viejos: Naval i Abigail i Los pesposorios de Moisés. L'autoria no és tan clara en aquest cas.

## ElsPasos
A banda dels que apareixen intercalats en les comèdies, els Pasos es publicaren a València en dos volums: El deleitoso i Registro de representantes. Són episodis còmics inserits en la trama central de les obres, cosa que provoca que les estructures argumentals siguin desmanyotades i matusseres (Pedraza/Rodríguez 1980). Aquests episodis, però, eren el punt fort de la representació i li van atorgar una fama que constaten literats com Cervantes:
| « | Las comedias eran unos coloquios, como églogas, entre dos o tres pastores y alguna pastora; aderezábanlas y dilatábanlas con dos o tres entremeses, ya de negra, ya de rufián, ya de bobo y ya de vizcaíno: que todas estas cuatro figuras y otras muchas hacía el tal Lope con la mayor excelencia y propiedad que pudiera imaginarse. (Cervantes 2001) | » |

El deleitoso es compon de set «pasos»: Los criados, La carátula, Cornudo y contento, El convidado, La tierra de Jauja, Pagar y no pagar i Las aceitunas. Per la seva banda, Registro de representantes només en conté tres: El rufián cobarde, La generosa paliza i Los lacayos ladrones.
Al final de l'edició de Rueda (1567) s'inclou una taula amb els catorze «pasos» intercalats en les comèdies:
- Eufemia: «Polo, Vallejo y Grimaldo»; «Polo y Olalla negra».
- Armelina: «Guadalupe y Mencieta».
- Los engañados: «Pajares y Verginio».
- Medora: «Gargullo, Estela y Logroño»; «Ortega y Perico»; «La gitana y Gargullo».
- Camila: «Plablos Lorenzo y Ginesa su mujer»; «Pablos y Ginesa».
- Tymbria: «Troyco y Leno sobre la mantecada»; «Íscaro y la negra»; «Mesiflua y Leno»; «Troyco y Leno»; «Leno y Sulco, su amo, sobre el ratón».

Un dels recursos que més fa servir Lope de Rueda és la utilització de la parla dels esclaus africans, en què hi ha tot un seguit d'incorreccions de tota mena: lingüístiques, lògiques, etc., en què sembla que plasma el desenvolupament de les llengües criolles (Moreno 2008). Aquests textos no permeten de saber fins a quin punt Lope de Rueda va ser fidel a la parla real dels esclaus negres, però sí que permeten de rastrejar algunes pistes sobre aquesta evolució.